# Philipp von Spanheim

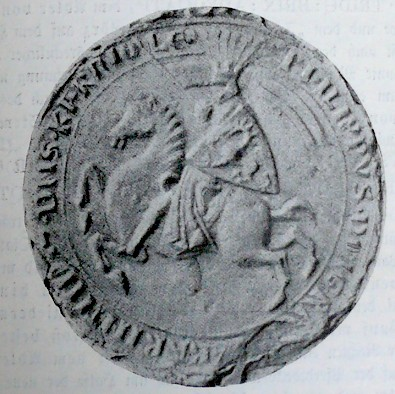
Reitersiegel Philipps von Spanheim

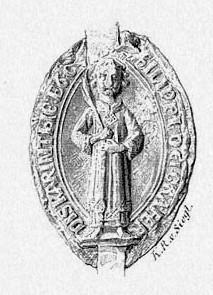
Siegel Philipps als Elekt von Salzburg

Philipp von Spanheim (auch: Philipp von Sponheim und Philipp von Kärnten; † 22. Juli 1279 in Krems an der Donau) war Elekt (Erwählter zum Erzbischof) von Salzburg (1247–1257), Patriarch von Aquileia (1269–1271), Graf von Lebenau (1254–1279) und nomineller Herzog von Kärnten. Mit seinem Tod erlosch der Hauptzweig des Adelsgeschlechtes der Spanheimer.

## Leben und Wirken
Philipp war der jüngere Sohn des Herzogs Bernhard II. von Kärnten († 1256) und dessen Frau Judith, Tochter des Königs Ottokar I. Přemysl von Böhmen.
Schon 1240 war er Probst von Vyšehrad und Kanzler von Böhmen bei seinem Onkel Wenzel I. 1247 wurde er zum Erzbischof von Salzburg gewählt (electus), ließ sich aber nicht weihen, um sich die Nachfolge im Herzogtum Kärnten nicht zu verbauen. Militärisch war er erfolgreich: Er besetzte 1250 das steirische Ennstal, den Lungau (1247/52), besiegte 1252 gemeinsam mit seinem Vater bei Greifenburg Meinhard III. von Görz und Albert III. von Tirol, und gewann damit wichtige Stützpunkte in Oberkärnten.

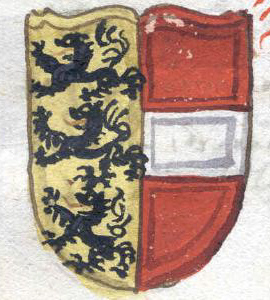
Wappen als Erzbischof von Salzburg

Im Jahre 1254 sicherte sich Philipp im 1. Vertrag zu Erharting die Grafschaftsrechte im Chiemgau und die Grafschaft Lebenau. Diese waren bis zu ihrem Aussterben im Jahre 1229 von einem Spanheimer Seitenzweig regiert worden, und der damalige Erzbischof hatte daraufhin die Grafschaft käuflich von den bayerischen Herzögen erworben. Durch den Vertrag von 1254 versuchte Philipp, den Verlust für das Haus Spanheim rückgängig zu machen.
1257 wurde er vom Domkapitel abgesetzt und gebannt, behauptete sich aber militärisch mit Hilfe seines Bruders Ulrich III. gegen seinen Nachfolger Ulrich. 1260 unterstützte er seinen Vetter Ottokar II. bei Kressenbrunn gegen die Ungarn. 
1267 musste Philipp endgültig auf Salzburg verzichten. 1269 wurde er zum Patriarchen von Aquileia gewählt, erhielt jedoch nie die päpstliche Anerkennung dazu.  Ottokar von Böhmen, dem Ulrich († 1269) in der Zwischenzeit im Vertrag von Podiebrad 1268 heimlich die Kärnten-Nachfolge vermacht hatte, wandte sich nun, unterstützt von den Güssinger Grafen, gegen Philipp und vertrieb ihn im Kampf um Kärnten 1270/71 auch aus Friaul. 1272 musste Philipp sich geschlagen geben.
Um nun wenigstens seine Grafenrechte im bayerisch-salzburgischen Raum zu sichern, schloss er im Jahre 1275 den zweiten Vertrag von Erharting mit den bayerischen Herzögen. Darin wurden die Grenzen der Grafschaft Lebenau genau festgelegt. Im selben Jahr wurde Philipp von König Rudolf I. zwar nominell als Herzog von Kärnten, Krain und der Mark eingesetzt, kam aber faktisch nie an die Macht.

## Krankheiten und Ableben
Im Jahre 1279 verstarb Philipp von Spanheim in Krems. Er ist der erste Erzbischof Salzburgs, dessen Todeskrankheit angegeben ist, nämlich an derselben Krankheit wie sein Vater und Großvater: etwas unklar als Rufus überliefert. Diese Bezeichnung wurde als Erysipel (=Rotlauf), aber auch als Aussatz interpretiert.
In Krems erinnert ein Epitaph in der ehemaligen Dominikanerkirche an ihn. Seine Besitzungen zu Lebenau fielen zurück an das Bistum Salzburg. Auf das Herzogtum Kärnten und die anderen ehemals Spanheimer Besitzungen hatte dies keinerlei Auswirkungen mehr.